# Тунцзян (Цзямусы)
Тунцзя́н (кит. упр. 同江, пиньинь Tóngjiāng) — городской уезд городского округа Цзямусы провинции Хэйлунцзян (КНР).

## География
Городской уезд Тунцзян на северо-западе граничит с Российской Федерацией, на востоке — с уездом Фуюань, на юго-востоке — с городским округом Шуанъяшань, на юге — с городским уездом Фуцзинь, на юго-западе — с городским округом Хэган.

## История
Исторически эти места были известны под названием «Лахасусу», что в переводе с нанайского означает «старое селение» (как правило, в нанайском языке словом «сусу» обозначают селение, заброшенное по тем или иным причинам — мор, наводнение, нашествие врага и т. п.).
Во времена империи Цин эти места находились в ведении гиринского цзянцзюня. В 1906 году здесь была учреждена область Линьцзян (临江州), подчинённая Иланьской управе (依兰府). В 1909 году область Линьцзян была поднята в статусе до Линьцзянской управы (临江府).
После Синьхайской революции в Китае произошла реформа структуры административного деления, в ходе которой были упразднены области и управы. В марте 1913 года на территории, ранее напрямую подчинявшейся властям управы, был создан уезд Линьцзян (临江县) провинции Гирин, однако быстро выяснилось, что уезд с таким же названием имеется в провинции Фэнтянь, и во избежание дублирования в феврале 1914 года уезд был переименован в Тунцзян (同江县).
В 1929 году в ходе конфликта на КВЖД советская Амурская военная флотилия в сражении под Лахасусу 12 октября 1929 года уничтожила китайскую Сунгарийскую флотилию.
В 1932 году в Маньчжурии японцами было создано марионеточное государство Маньчжоу-го. В 1934 году в Маньчжоу-го было произведено изменение административно-территориального деления, и уезд Тунцзян оказался в составе новой провинции Саньцзян.
По окончании Второй мировой войны правительство Китайской республики осуществило административно-территориальный передел Северо-Востока. В 1947 году провинция Саньцзян была ликвидирована, и уезд Тунцзян вошёл в состав провинции Хэцзян. 6 января 1949 года уезд Тунцзян был расформирован, а его земли вошли в состав уезда Фуцзинь. В мае 1949 года провинция Хэцзян была присоединена к провинции Сунцзян, а в 1954 году провинция Сунцзян была присоединена к провинции Хэйлунцзян.
В 1959 году земли бывшего уезда Тунцзян были переданы из уезда Фуцзинь в уезд Фуюань, и в посёлке Тунцзян разместилось правление уезда Фуюань.
В 1965 году решением Госсовета КНР уезд Тунцзян был воссоздан (правление уезда Фуюань перебралось в посёлок Фуюань). В 1985 году он вошёл в состав новообразованного городского округа Цзямусы. В 1987 году уезд Тунцзян был преобразован в городской уезд.

## Административное деление
Городской уезд Тунцзян делится на 2 уличных комитета, 3 посёлка, 4 волости и 2 национальные волости:
| №  | Название       | Название (кит.)      | Статус          | Население чел. (2010) | На карте                         |
| -- | -------------- | -------------------- | --------------- | --------------------- | -------------------------------- |
| 1  | Тунцзяншичэнши | 同江市城市管理委员会 | уличный комитет | 52020                 | 47°39′01″ с. ш. 132°30′21″ в. д. |
| 2  | Чэнгуань       | 城关社区建设委员会   | уличный комитет | 14897                 | 47°14′55″ с. ш. 132°01′57″ в. д. |
| 3  | Саньцунь       | 三村镇               | поселок         | 8637                  | 47°45′14″ с. ш. 132°37′59″ в. д. |
| 4  | Лэе            | 乐业镇               | поселок         | 8173                  | 47°31′19″ с. ш. 132°28′20″ в. д. |
| 5  | Сянъян         | 向阳乡               | волость         | 8018                  | 47°36′20″ с. ш. 132°30′38″ в. д. |
| 6  | Цинхэ          | 青河乡               | волость         | 7064                  | 47°46′40″ с. ш. 132°48′38″ в. д. |
| 7  | Линьцзян       | 临江镇               | поселок         | 5498                  | 48°05′43″ с. ш. 133°34′53″ в. д. |
| 8  | Цзецзинькоу    | 街津口赫哲族乡       | нац.волость     | 3334                  | 47°56′10″ с. ш. 132°50′31″ в. д. |
| 9  | Цзиньчуань     | 金川乡               | волость         | 3273                  | 48°03′17″ с. ш. 133°41′10″ в. д. |
| 10 | Бача           | 八岔赫哲族乡         | нац.волость     | 3228                  | 48°12′52″ с. ш. 133°53′10″ в. д. |
| 11 | Иньчуань       | 银川乡               | волость         | 2509                  | 48°11′25″ с. ш. 134°02′31″ в. д. |

## Экономика
В Тунцзяне созданы пилотная зона трансграничной электронной торговли и зона переработки продукции, ориентированной на импорт и экспорт. В городе базируется компания Hezhe Zhanqi (снегоходы, квадроциклы, питбайки и моторы для мотоциклов).

## Транспорт
Тунцзян представляет собой пограничный переход первого класса и является единственным водным, железнодорожным и автомобильным переходом между Китаем и Россией.

### Железнодорожный
26 февраля 2014 года началось строительство трансграничного железнодорожного моста через реку Амур между китайским городским уездом Тунцзян и селом Нижнеленинское (Ленинский район Еврейской автономной области). Общая протяжённость моста составляет почти 7,2 км, длина основной части — более 2,2 км. Осенью 2021 года железнодорожный мост Нижнеленинское — Тунцзян был построен. Открыт (введён в эксплуатацию) 16 ноября 2022 года.

### Автомобильный
Из Тунцзяна в Харбин проложено китайское национальное шоссе Годао 221.

### Водный
Речной порт Тунцзяна обслуживает регулярные грузовые перевозки в Хабаровск.